# Ochradenus harsusiticus
Ochradenus harsusiticus är en resedaväxtart som beskrevs av A.G. Miller. Ochradenus harsusiticus ingår i släktet Ochradenus och familjen resedaväxter. Inga underarter finns listade i Catalogue of Life.